# Magic Moments
Magic Moments è un popolare brano musicale.

## Descrizione
La musica fu composta da Burt Bacharach, mentre il testo venne scritto da Hal David; si trattò di una delle prime collaborazioni del duo.
La canzone fu pubblicata nel 1957, e la sua versione più nota è quella registrata nello stesso anno da Perry Como, che diventò un successo internazionale nel 1958. La massima posizione raggiunta dal singolo nella Billboard Hot 100 è dubbia per via della difficile reperibilità delle classifiche dell'epoca, ma è comunque molto probabile che sia arrivato qualche posizione al di sotto della top 10.
Più precisa la situazione del singolo nella classifica inglese, dove la versione incisa da Ronnie Hilton nel 1958 arrivò fino alla posizione #22.
Sempre nel 1958 Tony Renis e i Combos incisero la versione italiana (Combo Record, 5091).

## Cover
Amanda Lear ne registrò una sua personale cover, inclusa nell'EP del 1985 intitolato AL.
Il duo Erasure registrò una cover del brano nell'album Cowboy del 1997. Questa versione fu inserita nella colonna sonora del film Il signore delle illusioni (1995) di Clive Barker, servendo come musica di sottofondo per un convegno di maghi.
Famosa anche la cover (un playback improbabile condito da smorfie di noia) fatta da Ugo Tognazzi per la televisione italiana e dal cantautore napoletano Renato Carosone.